# Aleksander Zejdler
Aleksander Zejdler (ur. 25 lutego 1907 w Płocku, zm. 5 grudnia 1977 tamże) – polski lotnik, chorąży Polskich Sił Powietrznych, żołnierz 1-go pułku lotniczego, 211 eskadry bombowej, w latach 1925–1939 strzelec pokładowy na samolotach bombowych: Breguet XIX, Farman F-68 Goliath, Fokker F.VII, PZL-23 „Karaś” oraz PZL-37 „Łoś”. Walczył we wrześniu 1939, jako strzelec pokładowy na samolocie PZL-37 „Łoś” nr. ser. 72.18 w ramach 211 eskadry bombowej. W trakcie kampanii wrześniowej w dniu 4 września 1939 roku zestrzelił jednego Messerschmitta Bf-109D. Od 1940 w Królewskich Siłach Powietrznych w randze starszego sierżanta (ang. flight sergeant).

## Dzieciństwo i młodość
Urodził się w dniu 25 lutego 1907 roku w rodzinie Stanisława i Bronisławy (z d. Dzięgielewskiej). Miał czworo rodzeństwa: Mariannę, Władysławę, Mariana i Janinę.
W latach 1916–1922 uczęszczał do szkoły powszechnej im. Stanisława Jachowicza w Płocku. Będąc uczniem ostatniego, VII Oddziału, z powodu śmierci swojego ojca  Stanisława i konieczności pomocy matce w utrzymaniu domu, w dniu 2 października 1922 roku opuścił szkołę i podjął pracę zarobkową.

## Służba wojskowa
W dniu 14 maja 1925 roku został uznany za zdolnego do służby w wojsku stałym i w dniu 1 października 1925 roku rozpoczął służbę wojskową w 1 pułku lotniczym. W czerwcu 1926 ukończył „Szkołę podoficerów rezerwy 1 pułku lotniczego”, a w okresie 1 lipca 1927 – 25 stycznia 1929 roku brał udział w kursie strzelców w Lotniczej Szkole Strzelania i Bombardowania w Grudziądzu.
W dniu 18 kwietnia 1929 roku odbył pierwszy lot treningowy na samolocie Breguet XIX, należącym do 1 pułku lotniczego. W latach 1929 – 1939 wykonał ok. 800 lotów treningowych jako strzelec pokładowy (w tym na samolotach Breguet XIX o numerach: 6066, 6072, 6073, 6074, 60116, 60187, Farman F-68 Goliath, o numerach: P3, P7, P10, P11, P13, P14, P19, P27, P28, P32; Fokker F.VII, o numerach: 70-7, 70-10, 70-18, 70-20, 70-23, Potez XXV o numerze: 42145, PZL-23 „Karaś” o numerach: 44-33, 44-39; PZL-37 „Łoś” o numerze: 72-80. Nie wszystkie loty kończyły się bezproblemowym lądowaniem. Zawodne silniki samolotów Farman F-68 Goliath (zatarcia silników w locie, zapalenie silnika w locie) powodowały wielokrotnie konieczność przymusowego lądowania w przypadkowym terenie. Jedno z takich przymusowych lądowań w dniu 22 maja 1931 (pilot: sierż. Madaliński) – lot nocny, zakończyło się ok. godziny 22 kapotażem w okolicach m. Kamion (pod Wyszogrodem) i zniszczeniem samolotu. Dużo bardziej dramatyczny był lot samolotem Fokker F.VII (nr. 70-10) w dniu 6 września 1936. Załoga (pilot kpr. Franciszek Zaremba, obs. ppor. rez. Wacław Żukowski, strzel. płat. plut. Aleksander Zejdler oraz pasażer podm.w. Witold Biernacki) miała za zadanie wykonać przelot na koncentrację do Lwowa. Niestety zaledwie 4 minuty po starcie z lotniska na Okęciu, samolot na skutek utraty prędkości rozbił się w miejscowości Załuski. Płatowiec uległ całkowitemu zniszczeniu.
W dniu 31 maja 1936 roku Aleksander Zejdler poślubił Natalię Krzesiak (córkę Stanisława i Wiktorii z d. Kozłowskiej). Z tego związku na świat przyszły dzieci: Magdalena (ur. 7 marca 1932), Stanisław (ur. 27 września 1937 roku) oraz Izabella (ur. 13 maja 1939 ).

## II wojna światowa

### Kampania wrześniowa
W dniu 31 sierpnia 1939 roku 211 eskadry bombowej została przerzucona na lotnisko zapasowe do Ułęża, a następnie w dniu 3 września 1939 przerzucona na lotnisko Kuciny k. Aleksandrowa. 4 września nadszedł rozkaz „…bombardować niemiecki korpus pancerny w rejonie Częstochowa-Wieluń-Sieradz…”. Na rozpoznanie i zlokalizowanie kolumn pancernych została wyznaczona załoga samolotu PZL-37 „Łoś” nr 72-17, w składzie: por. obs. Zdzisław Górniak, plut. pil. Roman Bonkowski, sierż. strz. Aleksander Zejdler i kpr. strz. rtg. Józef Puchała. Po kilkunastu minutach lotu załoga została zmuszona do powrotu na lotnisko w Kucinach i do awaryjnego lądowania spowodowanego przerywaną pracą silników. Po wylądowaniu por. obs. Zdzisław Górniak postanowił odbyć lot na samolocie PZL-37 „Łoś” nr 72-18, którego jednak nie można było wykołować ze względu na przeszkadzające drzewo. Dopiero po jego ścięciu samolot został wykołowany i mógł odbyć zaplanowany lot. W międzyczasie pozostałe samoloty 211 eskadry bombowej latały pojedynczo na zadanie bombardowania kolumny pancernej. Ostatecznie zadanie zostało wykonane na samolocie PZL-37 „Łoś” nr 72-18. W okolicach Rychłocic została zbombardowana oraz ostrzelana z broni maszynowej niemiecka kolumna pancerna rozciągnięta na długości ok. 1,5 km, jednakże na skutek ciężkiego ostrzału niemieckiej artylerii przeciwlotniczej samolot został ciężko uszkodzony. W drodze powrotnej na lotnisko, samotny „Łoś” został zaatakowany przez 3 Messerschmitty Bf-109D prowadzone przez dowódcę grupy, Hauptmanna Hannesa Gentzena, należące do 1.Staffel I./ZG 2. W trakcie dramatycznej próby odparcia zaciekłego ataku niemieckich samolotów, Aleksander Zejdler zestrzelił jednego Messerschmitta Bf-109D, a dwa pozostałe odleciały (prawdopodobnie z braku paliwa lub braku amunicji). Płonący, ciężko uszkodzony „Łoś”, bez wysuniętego podwozia wylądował w przygodnym terenie niedaleko Rychłocic (pow. Łęczyca, woj. łódzkie). Jak się okazało w akcji zginęli por. Górniak oraz kpr. Puchała. Pomimo odniesionych ran (rany postrzałowe w kolano i łydkę) Aleksander Zejdler wspólnie z pilotem wyciągnęli swoich kolegów ze zniszczonego samolotu. Obaj polegli zostali pochowani w okolicach majątku Gieczno.
Po zdemontowaniu ważnych ocalałych elementów wyposażenia samolotu i ich ukryciu – zniszczeniu, 6 września 1939 roku ok. godz. 4.00 nastąpił odjazd Aleksandra Zejdlera i Romana Bonkowskiego, podwodami w stronę Rawy, o godzinie 24.00 obaj dotarli do Skierniewic, a 7 września ok. godz. 14.00 zameldowali się na Okęciu. Tego samego dnia o 16.00 nastąpił odjazd samochodami bazy 1 pułku lotniczego do Mińska Mazowieckiego. W dniu 9 września wspólnie z chor. Wieczorkiem wyjechali w stronę Brześcia. Dopiero w dniu 17 września 1939, Aleksander Zejdler ok. godz. 15.00 dołączył do eskadry i zameldował się u dowódcy kpt. Omylaka, wraz z którym samolotem PZL-37 „Łoś” miał odlecieć do Czerniowiec. Ostatecznie o godzinie 17.00 nastąpił wylot samolotem Fokker F.VII nr. 70-11, pilotowanym przez chor. Walczaka. 18 września ok. godz. 13.00 miało miejsce lądowanie w Jassach, a ok. 17.00 lądowanie w Bukareszcie. W dniu 25 września Aleksander Zejdler dotarł do Konstancy, a w dniu 10 października 1939 do miejscowości Balcic. Po kilku dniach oczekiwania, w dniu 15 października nastąpiło zaokrętowanie na grecki statek „Mikołaj”, a 16 października rozpoczął się rejs w kierunku Syrii (16.10 – Stambuł, 20.10 – Cypr), do której statek dotarł w dniu 21 października (Bejrut).
Już następnego dnia 22 października został zaokrętowany na francuski statek „Ville de Strasburg” i o godzinie 19.00 rozpoczął się rejs w kierunku Francji (port docelowy Marsylia). W dniu 26 października, ze względu na burzę, statek zawinął do portu na Malcie, a kolejnego dnia zacumował w porcie w Tunisie, gdzie przez kilka godzin trwało oczekiwanie na kontrtorpedowiec, którego zadaniem miała być ochrona przed atakiem okrętów podwodnych. 28 października miał miejsce kolejny postój spowodowany burzą, tym razem na Sardynii, a 29 października ok. godz. 20.00 statek dotarł cało do Marsylii. W dniach 30 października – 13 grudnia 1939 przebywał w Istr (Francja). 14 grudnia rozpoczęła się kolejna część odysei – droga do Anglii (14 grudnia – Paryż, 15 grudnia – Cherbourg) do której Aleksander Zejdler dotarł w dniu 16 grudnia ok. godz. 17.30.

### Bitwa o Anglię
W dniu 8 lutego 1940 został przyjęty w szeregi Royal Air Force. Po obserwacji lekarskiej i badaniach związanych z ranami odniesionymi w trakcie kampanii wrześniowej w Polsce, w dniu 31 maja 1940 roku Aleksander Zejdler został skierowany do Eastchurch, gdzie zajmował się szkoleniem polskiego personelu naziemnego, a następnie do nowo utworzonego Centrum Wyszkolenia Ziemnego zlokalizowanego w Blackpool.
W 1943 roku przydzielony został do 304 dywizjonu bombowego Ziemi Śląskiej im. Ks. Józefa Poniatowskiego – RAF Station Docking (King’s Lynn – Norfolk), a 21 września 1944 roku został przeniesiony do Polskiej Szkoły Pilotażu Początkowego w Hucknall (25 PEFTS).
19 października 1946 roku, drogą morską, powrócił do Polski.

## Czasy powojenne
Po powrocie do kraju pracował w Płockich Stoczniach Rzecznych (1947–1948 – w charakterze pracownika umysłowego), w Urzędzie Skarbowym w Płocku (1948–1953 – jako starszy referent ds. podatków miejskich; ukończył m.in. „Kurs dla kierowników działów wymiarowych” oraz „Kurs finansowania gospodarki narodowej”), w Polskich Zakładach Zbożowych (1953–1957 – jako ekonomista) oraz w Ciechomickich Zakładach Piwowarsko-Słodowniczych (1961–1968 – kierownik zaopatrzenia).
Jednocześnie w latach 1947–1952 pełnił obowiązki Prezesa Zarządu Okręgowego Wojewódzkiej Ligi Lotniczej w Warszawie Oddział Powiatowy w Płocku. Był członkiem Klubu Seniorów Lotnictwa przy Aeroklubie Polskiej Rzeczypospolitej Ludowej.
Czynnie współpracował z Jerzym Pawlakiem przy powstawaniu książek: „Polskie eskadry w wojnie obronnej 1939” (wydana nakładem WKŁ), „Polskie eskadry w wojnie obronnej” (wydana w ramach Biblioteczki Skrzydlatej Polski) oraz „Brygada bombowa - kurs bojowy” (wydana nakładem Wydawnictwa MON).

## Odznaczenia
- Odznaka pamiątkowa 1 pułku lotniczego (10 maja 1932)
- Brązowy Medal za Długoletnią Służbę (2 maja 1938)
- Odznaka 304 Dywizjonu Bombowego Ziemi Śląskiej (15 sierpnia 1944)
- Medal Lotniczy
- Odznaka za Rany i Kontuzje
- Brytyjska gwiazda 1939-1945 Star
- Brytyjski medal Defence Medal
- Brytyjski medal War Medal 1939-1945